# Křídla vlasti Olomouc (ijshockeyclub)
Křídla vlasti Olomouc (Nederlands: Vleugels van het vaderland Olomouc) was een Tsjechoslowaakse ijshockeyclub uit de Moravische stad Olomouc. De club speelde haar thuiswedstrijden in het Zimní stadion. Křídla vlasti Olomouc werd in 1952 opgericht als ijshockeyclub voor de Tsjechoslowaakse luchtmacht en werd gelijk op het hoogste niveau van het Tsjechoslowaakse ijshockey ingedeeld, de Československá hokejová liga. Na drie seizoenen werd de club alweer opgeheven. De beste prestatie was een derde plaats in het seizoen 1953/54. Naast een ijshockeyclub bestond er ook een voetbalclub met dezelfde naam.